# 산노촌 (이바라키현)
산노촌(山王村)은 이바라키현 기타소마군에 일찍이 존재했던 촌이다. 현재의 도리데시 북부에 해당한다.

## 역사
- 1889년 4월 1일 - 정촌제 시행에 수반해 기타소마군 산노촌이 성립하였다.
- 1955년 2월 21일 - 소마정, 다카스촌의 분립, 로쿠고촌, , 쓰쿠바군 구가촌의 일부와 합병해, 후지시로정이 되어, 동일 산노촌이 소멸하였다.

## 수해
- 1950년 8월 2일 - 인접한 다카스촌 가미우라(神浦)지점에서 고가이강의 제방이 붕괴. 인근 6개 마을을 포함해 침수되었다. 지역 이재민은 25000명.